# Arnaud Rebotini
Arnaud Rebotini est un musicien, DJ, compositeur de musique électronique et producteur français, né à Nancy le 12 avril 1970. 
Il se produit sous son propre nom, mais aussi sous le pseudonyme Zend Avesta. Reconnu pour ses performances live, il est aussi l'un des fondateurs du groupe Black Strobe. En 2012, il fait ses débuts comme acteur dans plusieurs courts et longs métrages. En 2018, il reçoit le César de la meilleure musique originale pour 120 battements par minute. En 2024, la presse se fait écho d'accusations à son encontre de violences sexuelles par sept femmes.

## Carrière

### 1997-2007: le duo Black Strobe
À l'époque tous deux vendeurs chez le disquaire aujourd’hui disparu Rough Trade à Paris, Arnaud Rebotini et Ivan Smagghe décident de former le duo Black Strobe en 1997. Ensemble, ils sortent surtout des maxis et des remixes. Black Strobe tarde à passer au format long et souffre par ailleurs d’une réputation de duo bancal sur scène et dont l'entente des membres laisse à désirer.
En 2007, Ivan Smagghe annonce qu'il abandonne le groupe à cause de « divergences musicales », peu avant la sortie de l'album Burn your own church. Arnaud se retrouve donc seul dans l'aventure, mais s'adjoint peu après les services de nouveaux collaborateurs pour les concerts : Bastien Burger, Benjamin Beaulieu et Siskid.

### Depuis 2008: carrière solo

#### 2008:Music Components
Le 20 octobre 2008, il sort en solo l'album Music Components sur le label Citizen Records. La particularité de cet album provient du fait qu'il a été entièrement conçu et réalisé avec des machines analogiques telles que la boîte à rythmes Roland TR-808, ou les synthétiseurs Roland SH-101 ou encore Roland Juno-60 ; Rebotini justifie ce retour aux machines par la valeur sentimentale de celles-ci : « C'est comme le rapport que développe un violoniste avec son instrument ». Les médias spécialisés lui réservent un bon accueil critique et saluent la volonté d'Arnaud de revenir à l'utilisation exclusive d'instruments analogiques : Trax le note 8/10, Magic lui accorde 5,5/6 et Resident Advisor 4/5.

#### 2011:Someone gave me religion
Rebotini annonce en mars 2011 la sortie pour le 23 mai 2011 de son deuxième album Someone gave me religion sur son label nouvellement créé, Blackstrobe Records.

#### 2016: Frontières
En 2016, Arnaud Rebotini collabore avec Christian Zanési pour sortir l'album Frontières. Ce projet fusionne la techno et la musique électroacoustique, offrant une expérience sonore immersive qui explore les frontières entre ces genres.

#### 2018: La consécration
Après avoir composé la musique de plusieurs films, comme Blair witch en 2016 et Entourage en 2015, Arnaud Rebotini remporte le César de la meilleure musique originale pour le film 120 battements par minute, de Robin Campillo lors de la 43e cérémonie des César.

#### 2019: Le Grand Palais
À l'occasion de l'anniversaire des premiers pas de l’Homme sur la Lune, Arnaud Rebotini est invité le 20 juillet 2019, à jouer dans la nef du Grand Palais. Il interprète la bande originale du film 120 battements par minute avec l'ensemble orchestral, Le Don Van Club.

#### 2020: This Is a Quarantine
Pendant le confinement lié à la pandémie de Covid-19, Arnaud Rebotini publie This Is a Quarantine, une compilation regroupant huit EPs qu’il a diffusé chaque vendredi accompagné de clips réalisés à partir d'archives de l'INA. Le projet a été conçu comme un témoignage de cette période.

#### 2024:Remix XLde Mylène Farmer
Le 19 avril 2024, il figure sur l'album Remix XL de Mylène Farmer, destiné à célébrer ses 40 ans de carrière. La chanteuse l'a sélectionné pour reprendre le titre Désenchantée.

## Prise de position

### Lutte contre le sida
Alors qu'il récupérait sa récompense pour la meilleure musique originale lors de la 43e cérémonie des César pour le film 120 battements par minute, qui évoque les premières années de lutte contre le sida, Arnaud Rebotini a pris la parole sur le sujet pour dénoncer l'abandon des malades, et en particulier la communauté LGBT face au virus. Il a aussi rendu hommage à Act Up : « Si la musique de 120 battements par minute a une profondeur c'est qu'elle est la voix de ceux qui sont morts, qui ont perdu des proches, qui se sont battus, qu'on a pas voulu entendre, et je veux dédier ce prix à ces héros oubliés d'hier et d'aujourd'hui : Act Up existe toujours et le sida n'est pas qu'un film.»
Il s'engage régulièrement dans des projets et événements destinés à faire parler des ravages du sida, ou à faire progresser la recherche pour trouver une solution médicale, tel que Solidays, organisé par Solidarité Sida.

## Accusations de violences sexuelles
Le 31 mars 2024, Mediapart publie une enquête dans laquelle sept femmes l'accusent d'agressions sexuelles « dans un contexte similaire : des soirées d’après-concert bien alcoolisées ». Alors qu'aucune plainte n'a été déposée à son encontre, le DJ publie un message sur son compte Instagram en niant tout comportement illégal.

## Discographie

### Albums

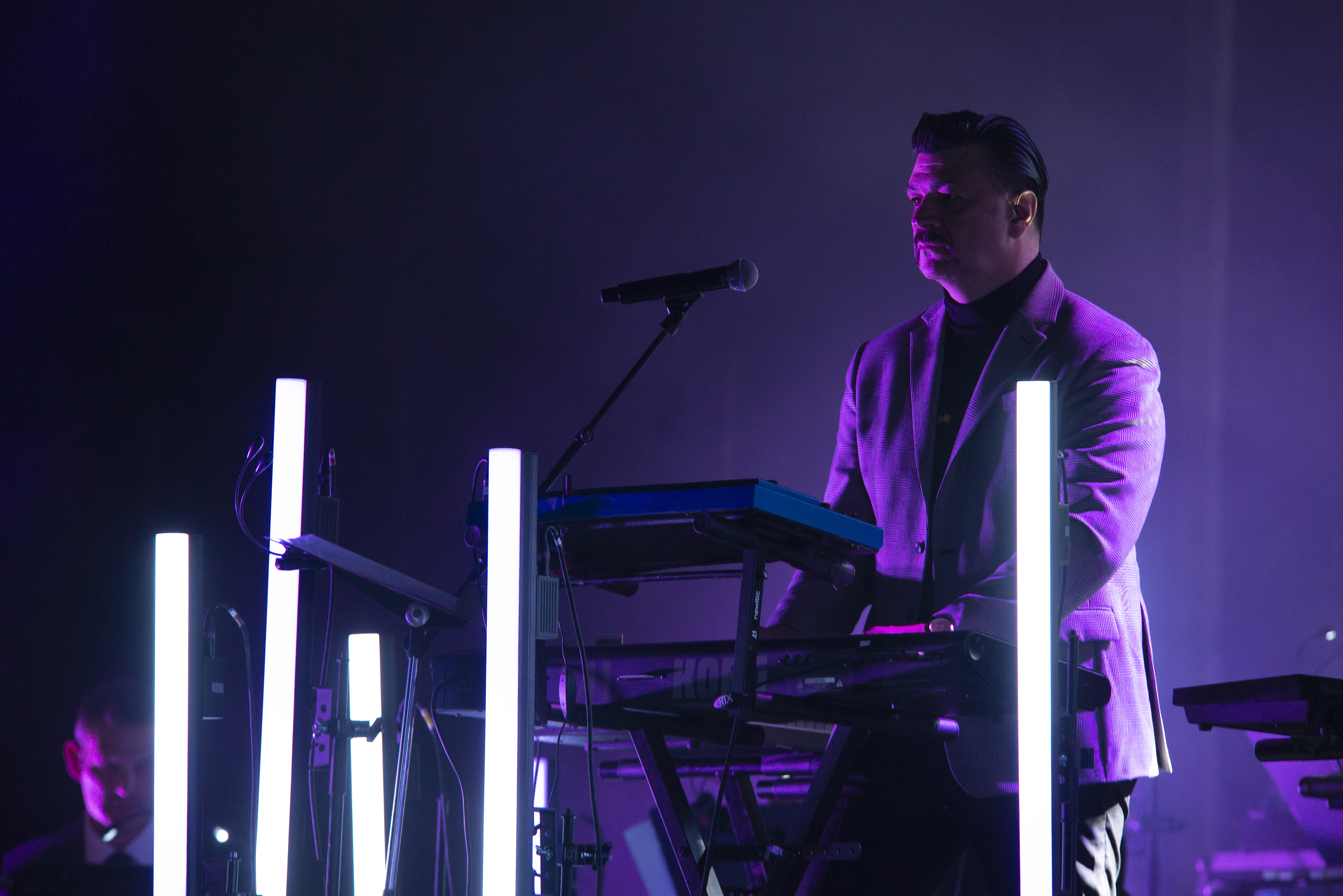
Arnaud Rebotini au festival Papillons de nuit 2019.

Sous le nom de Zend Avsta
Solo

### Musique de films
2023 : L'île rouge

### Collaborations
- 1997 - Avec Denez Prigent : Me 'zalc'h ennon ur fulenn aour (album)
- 2016 - Avec Christian Zanési : Frontières (album)
- 2016 - Avec David Carretta : Classico (maxi)

### Production

#### 2021:Palais d’argilede Feu! Chatterton
En 2021, Arnaud Rebotini produit l’album Palais d’argile du groupe Feu! Chatterton. L’album reçoit un accueil critique enthousiaste, notamment de la part de Tsugi qui le qualifie d'« album du mois » et souligne l'impact de la production d'Arnaud Rebotini sur la sonorité du groupe. Palais d’argile est certifié disque de platine en France,.

## Filmographie comme acteur
- 2012 : L'Âge atomique d'Héléna Klotz : le videur
- 2022 : Amour océan (court-métrage) d'Héléna Klotz : le père
- 2023 : Àma Gloria de Marie Amachoukeli : le père de Cléo
- 2024 : Jouer avec le feu de Delphine et Muriel Coulin : Bernard

## Distinctions
- Qwartz 2010 : meilleur artiste[23]

- Prix Lumières 2018 : meilleure musique originale pour 120 battements par minute[24]
- César 2018 : César de la meilleure musique originale[25] pour 120 battements par minute[26]